# Герса (архітектура)

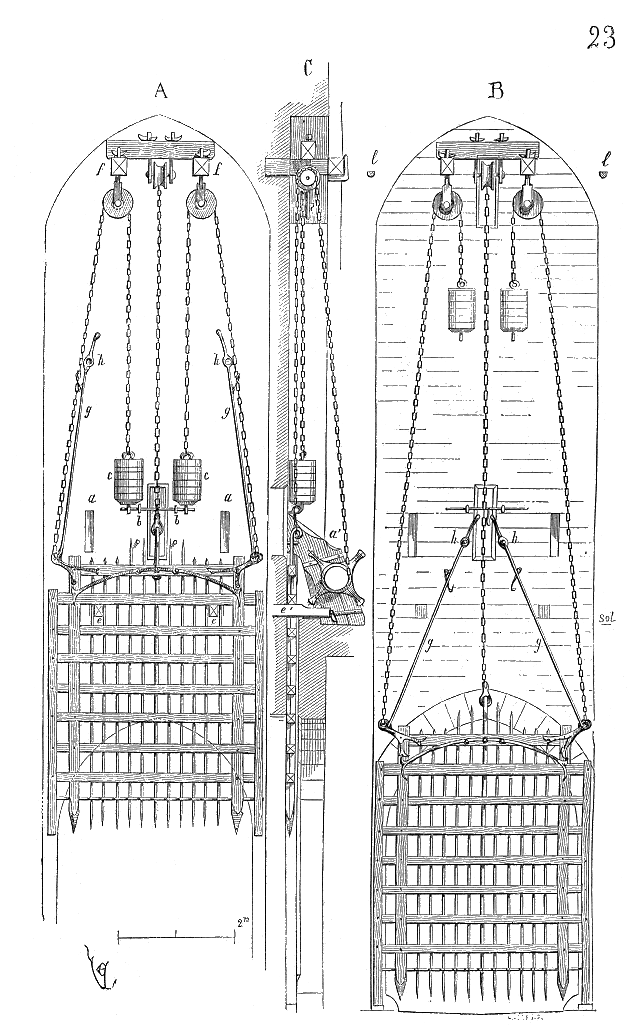
Герса з системою противаг

Ге́рса, також герс (від фр. herse — «борона») — у фортифікації опускні ґрати для воріт фортеці, виготовлені з масивних металевих або дерев'яних деталей, загострених внизу. Пересувається у створі воріт вгору і вниз по вертикальних пазах і підвішується на канаті. У разі нападу ворога канат можна перерубати і швидко перекрити отвір воріт. У звичайних умовах підняття й опускання герси здійснюється за допомогою коловорота (лебідки) або системи противаг.
Герса використовувалася в багатьох середньовічних фортецях і була рубежем оборони під час облоги або раптового нападу. У воротах часто встановлювалися дві герси. Внутрішня в цьому випадку закривалася першою, а зовнішня — другою. Бійниці в стінах і стелі воріт між двома герсами дозволяли лучникам згори винищити атакуючих, що потрапили до цієї пастки. З «дір-вбивць» нападників посипали розжареним піском, палаючими дровами, поливали киплячими нечистотами (кипляча олія, всупереч поширеним уявленням, застосовувалася для цієї мети рідко через її дорожнечу).

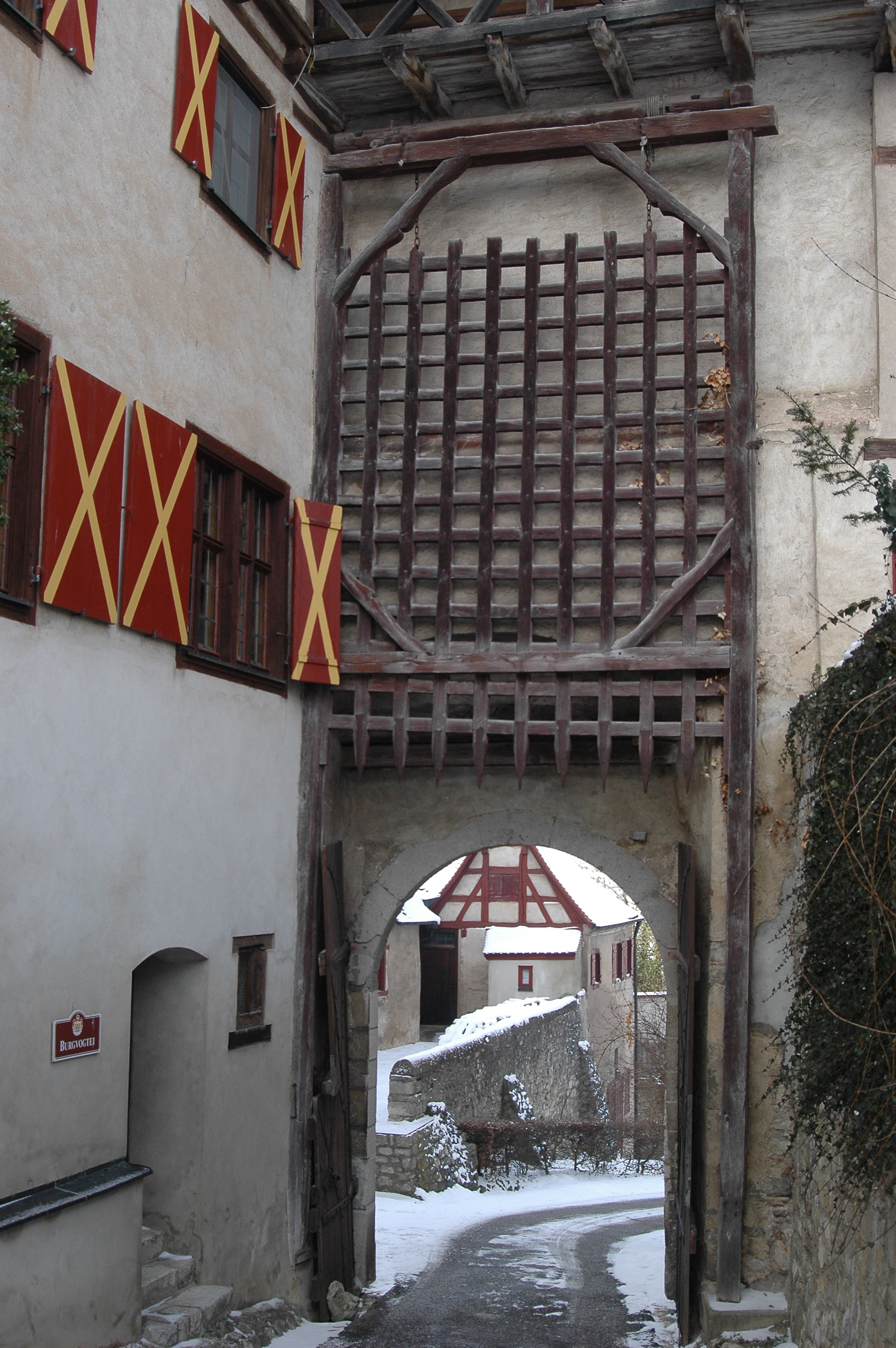
Герса в замку Гарбурґ, Іннензейте
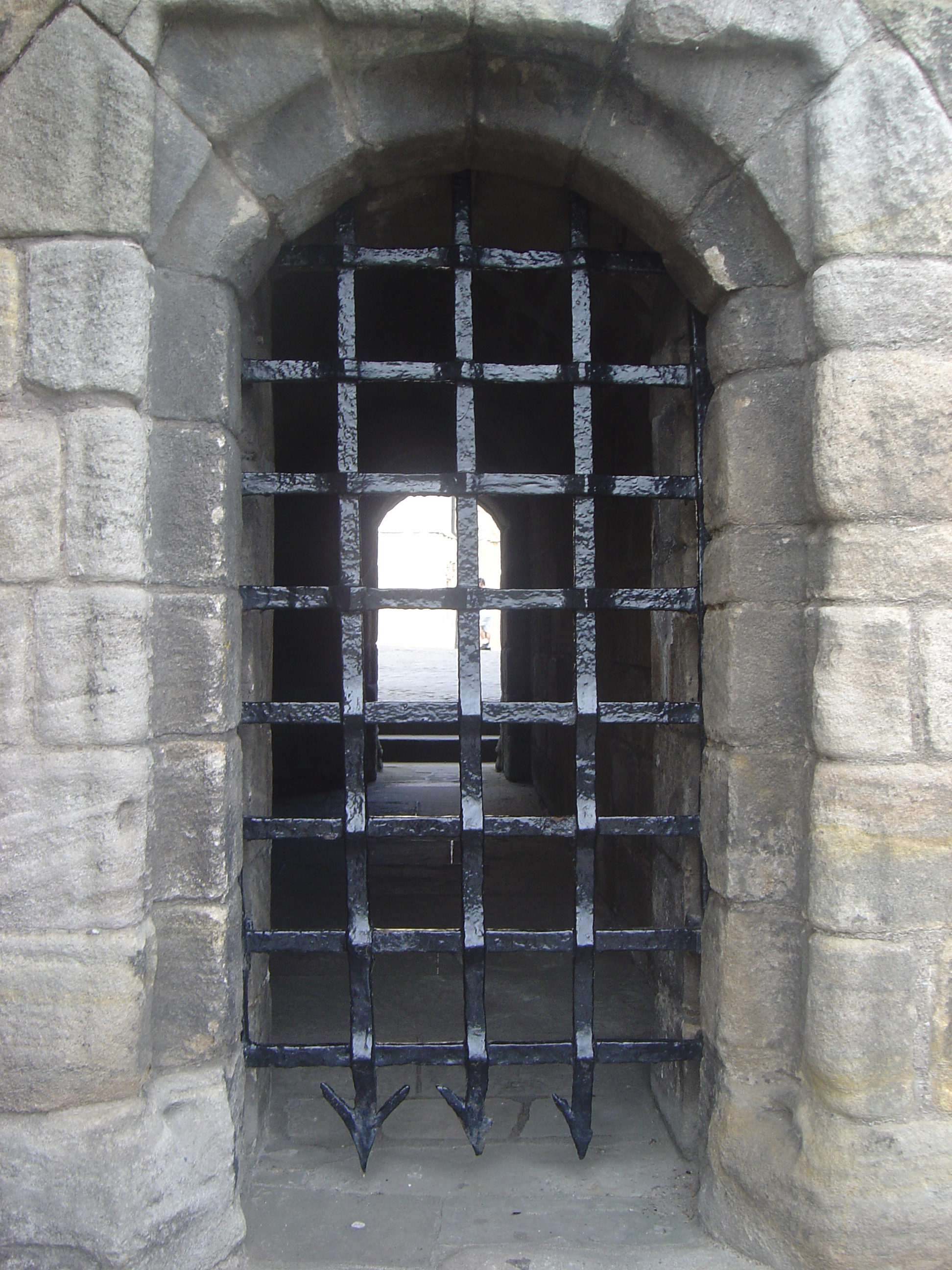
Герса в замку Стірлінг
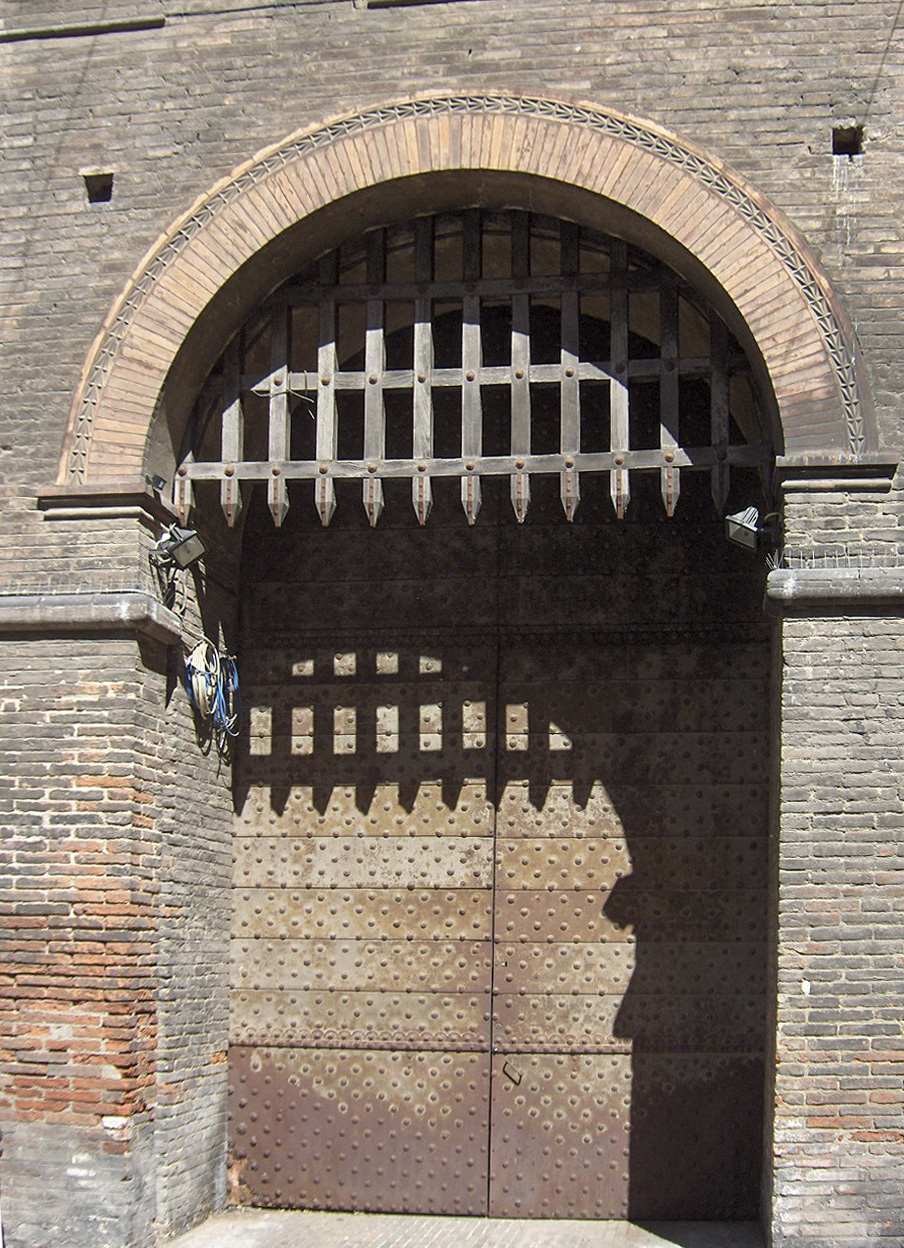
Герса в палаці д'Аккурсіо, Болонья
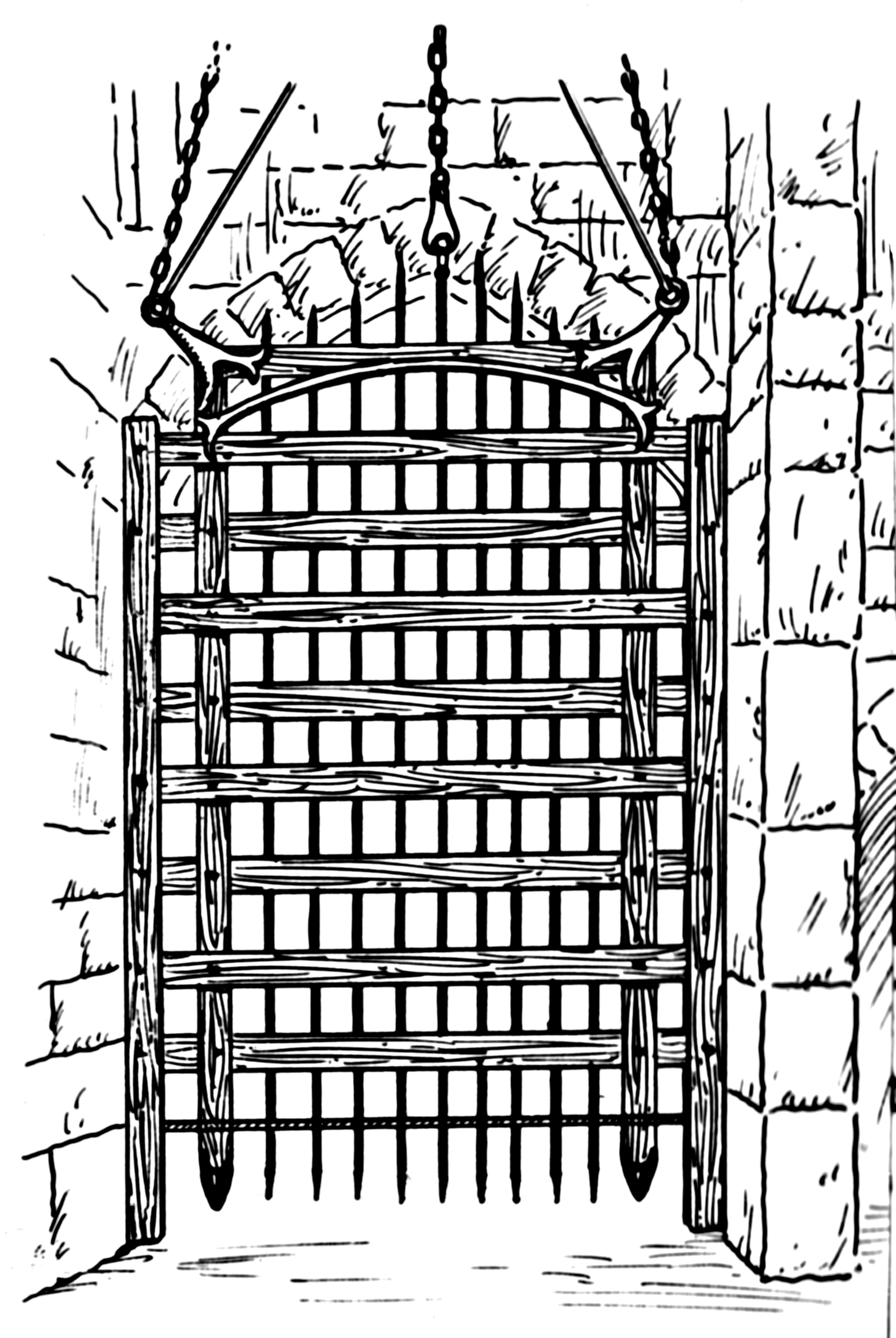
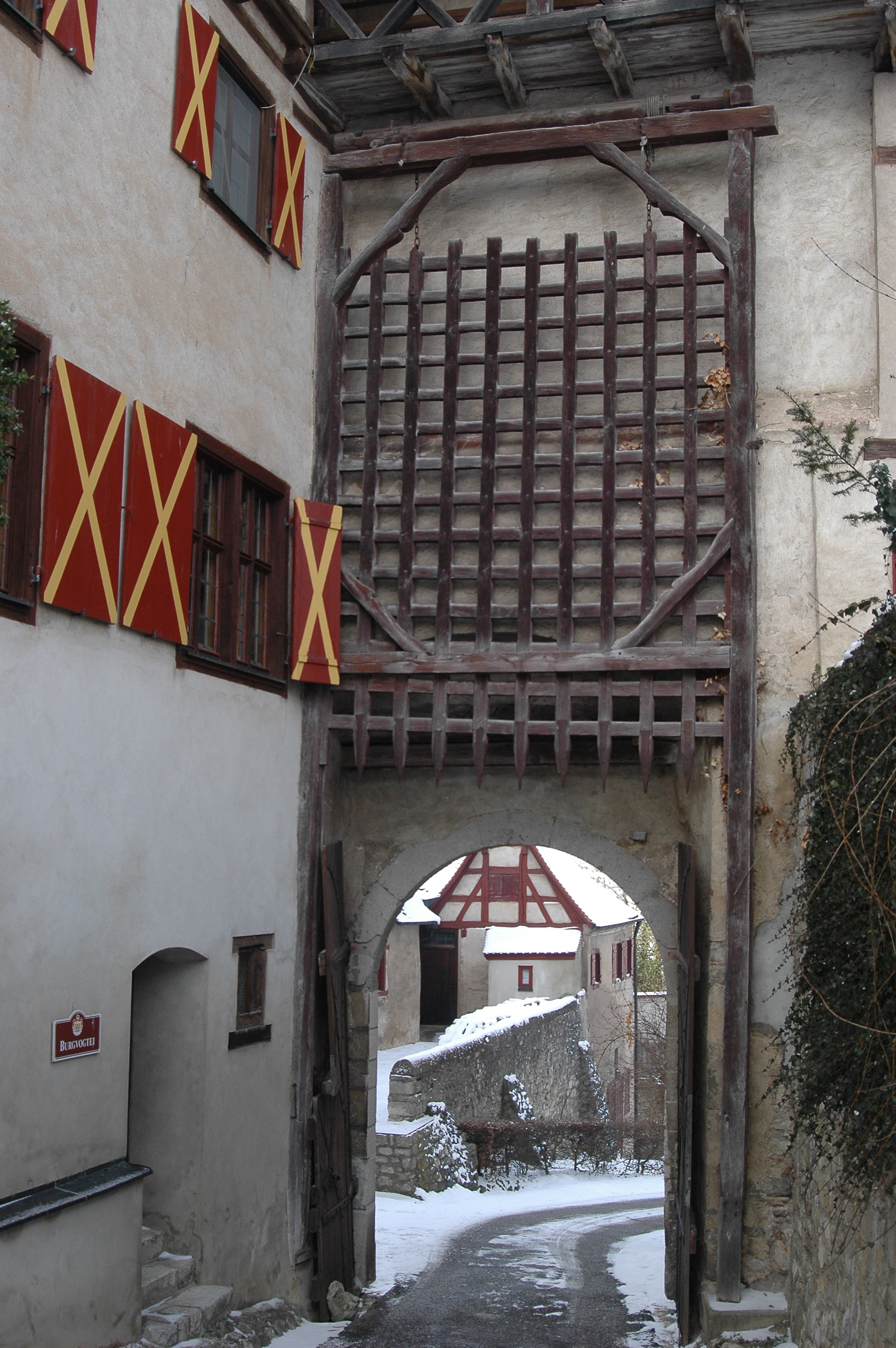
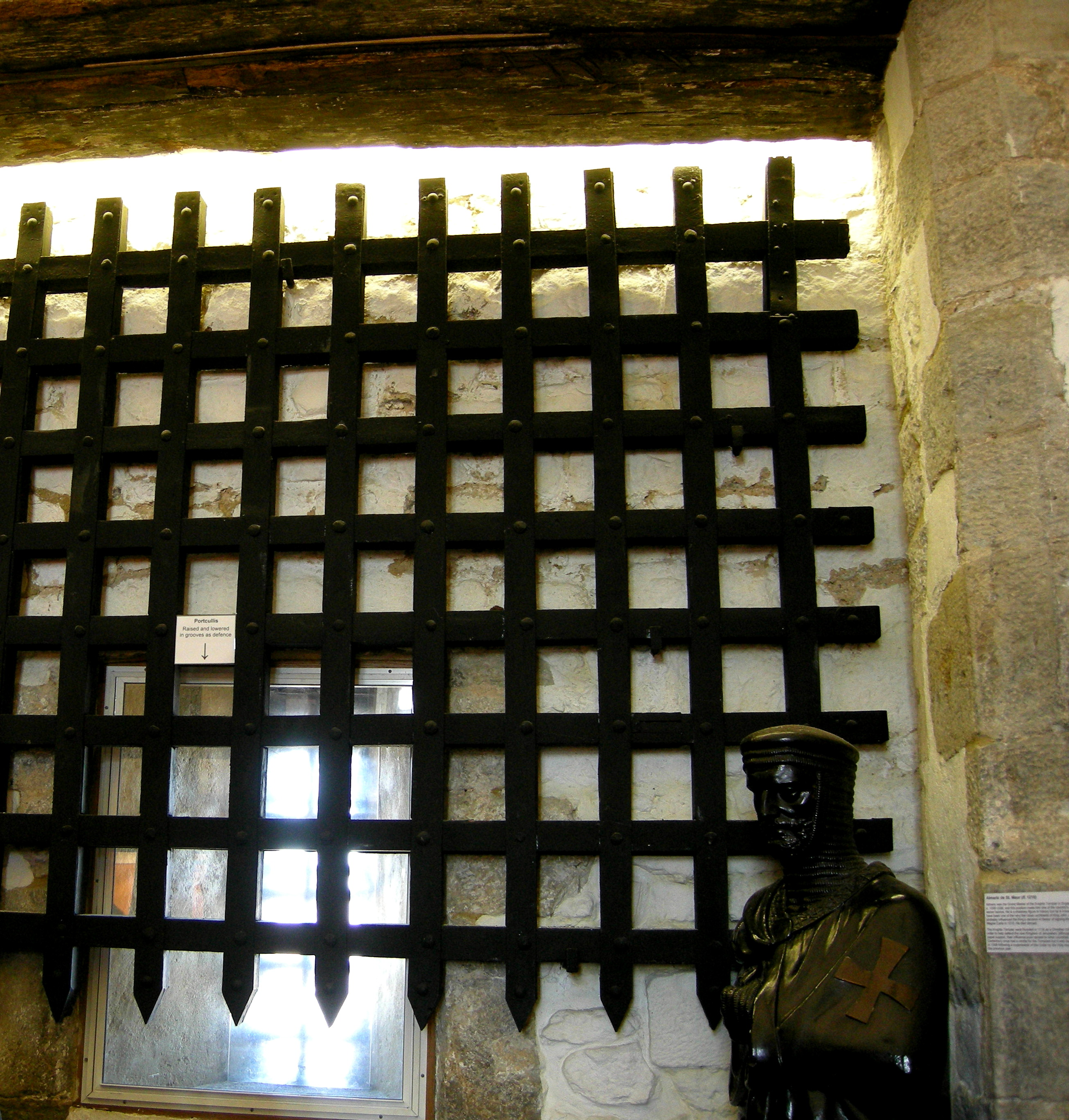

## Використання герс у геральдиці

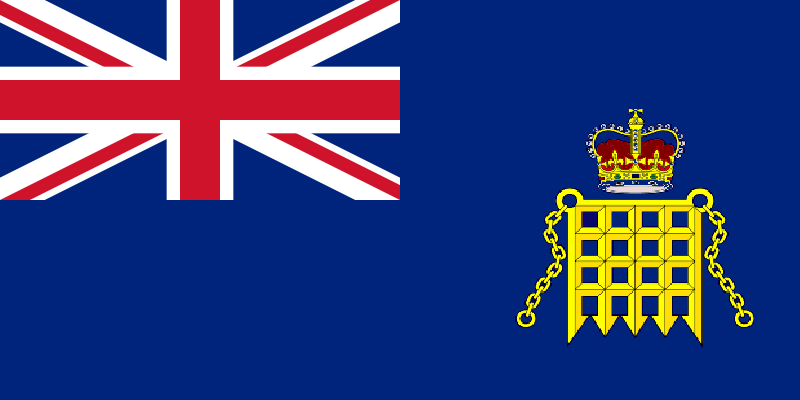